# Beautifully Human: Words and Sounds Vol. 2
Albums de Jill Scott
Experience: Jill Scott 826+
(2001) Collaborations
(2007)
Singles
1. Golden
Sortie : 15 juin 2004
2. Whatever
Sortie : 4 janvier 2005
3. Cross My Mind
Sortie : 29 mars 2005
4. The Fact Is (I Need You)
Sortie : 7 février 2006

Beautifully Human: Words and Sounds Vol. 2 est le deuxième album studio de Jill Scott, sorti le 31 août 2004.
L'album s'est classé 1er au Top R&B/Hip-Hop Albums et 3e au Billboard 200 et au Top Internet Albums et a été certifié disque d'or par la Recording Industry Association of America (RIAA) le 12 octobre 2004.
Le titre Golden fait partie de la bande originale des films Beauty Shop et Obsessed et du jeu vidéo Grand Theft Auto IV sur la station de radio The Vibe 98.8.

## Liste des titres
| No  | Titre                                    | Auteur                                                          | Contient un (des) sample(s) de      | Durée |
| --- | ---------------------------------------- | --------------------------------------------------------------- | ----------------------------------- | ----- |
| 1.  | Warm Up                                  | Jill Scott, James Poyser                                        |                                     | 1:20  |
| 2.  | I'm Not Afraid                           | Scott, Omari Shabazz                                            |                                     | 3:26  |
| 3.  | Golden                                   | Scott, Anthony Bell                                             |                                     | 3:52  |
| 4.  | The Fact Is (I Need You)                 | Scott, Pete Kuzma                                               |                                     | 4:38  |
| 5.  | Spring Summer Feeling                    | Scott, Raphael Saadiq, Kelvin Wooten                            |                                     | 4:49  |
| 6.  | Cross My Mind                            | Scott, Darren Henson, Keith Pelzer                              |                                     | 4:44  |
| 7.  | Bedda at Home                            | Scott, Carvin Haggins, Ivan Barias, Frank Romano, Johnnie Smith |                                     | 4:22  |
| 8.  | Talk to Me                               | Scott, Poyser                                                   |                                     | 4:44  |
| 9.  | Family Reunion                           | Scott, Haggins, Barias, George Kerr                             | Look Over Your Shoulder des Escorts | 5:13  |
| 10. | Can't Explain (42nd Street Happenstance) | Scott, Poyser                                                   |                                     | 4:39  |
| 11. | Whatever                                 | Scott, Ronald « PNutt » Frost                                   |                                     | 4:26  |
| 12. | Not Like Crazy                           | Scott, Kuzma                                                    |                                     | 3:58  |
| 13. | Nothing (Interlude)                      | Scott, Andre Harris, Vidal Davis                                |                                     | 1:29  |
| 14. | Rasool                                   | Scott, Harris, Davis, Barry White, Tom Brock, Robert Taylor     | Mellow Mood (Pt. 1) de Barry White  | 3:05  |
| 15. | My Petition                              | Scott, Harris, Davis, Jason « Poo Bear » Boyd                   |                                     | 4:12  |
| 16. | I Keep/Still Here                        | Scott, Harris, Davis/Scott, Kuzma, Dave Manley                  |                                     | 8:45  |

| 17. | Bedda at Home (Acoustic Version) | Scott, Carvin Haggins, Ivan Barias, Frank Romano, Johnnie Smith | 4:22 |